# セックスの哲学
セックスの哲学、または性愛哲学（英: Philosophy of sex）とは、セックスや性愛に関する研究を行う応用哲学の一分野である。売春、レイプ、セクシャルハラスメント、性的アイデンティティー、同意年齢、同性愛のような現象についての倫理学的考察や、「セックスとは何か？」のような問いに対する概念分析が行われている。また、セクシャリティや性的アイデンティティーにまつわる問いや、ジェンダーの存在論的地位についての問題も扱う。現代のセックスの哲学者として代表的な人物には、Raja Halwaniとアラン・ソーブルとジュディス・バトラーがいる。
現代のセックスの哲学は、西洋フェミニズムの影響を受けている場合が多い。フェミニストが問いただしているジェンダー間の差異、性の政治学（ポリティクス）、また性的アイデンティティーの本性といったテーマは、セックスの哲学においても重要な問題となっている。
- セックスの機能とは何か？
- ロマンティック・ラブとは何か？
- ある行為を性的たらしめる本質的な特徴はあるのか？
- 性行為の中には良いものと悪いものがあるのか？　あるとしたらその基準は何か？　あるいは、合意に基づく性行為は不道徳なのか、もしくはそもそも倫理（学）を超えた行為なのか？
- セックスと生物学的生殖の関係は何か？　これらは互いになくては成立しない要素なのか？
- 性的アイデンティティーは何らかの根本的な存在論的差異（例えば、生物学的な差異）に根ざすものなのか？
- セクシャリティはジェンダーとして機能するのか、あるいは生物学的な性としてか？

## セックスの哲学の歴史
西洋哲学の歴史の大半において、セックスやセクシャリティに関する問いは一般的な倫理学において考察されるにとどまっていた。しかし、この潮流から独立し、性的な問題を扱う固有の領域が誕生した。
セックス・性愛哲学協会（Society for the Philosophy of Sex and Love）は、アメリカ哲学協会（American Philosophical Association）の会員として認められた専門学会である。

## 性的欲求
性行為に対する道徳的評価は、性的衝動の性質によって判断される。この点に関して、二種類の議論がある。
セクシャリティについての消極的な理解をする人物には例えばイマヌエル・カントがいるが、それによればセクシャリティは価値を破壊し、他の人格を道徳的に扱うことを妨げるという。カントによれば、セックスは「愛する人を欲求の対象に貶める」。この理解によると、セックスは生殖目的にのみ行うことが推奨されることになる。そしてしばしば、禁欲が最良の道徳的生活に繋がると考えられる。
セクシャリティを肯定的に理解する論者（例えば、ラッセル・ヴァノイ、アーヴィング・シンガーなど）によれば、性行為は自己と他者を同時に楽しませる行為であると考えられる。

## 性的倒錯
トマス・ネーゲルの提案によれば、互いに性的に興奮している状態でなされる性行為のみが人間のセクシャリティにとって自然なものだという。性的に倒錯した出会いや出来事とは、この互恵的な興奮が不在であり、一人が性的経験の完全な主体でもう一人が完全な対象の状態にとどまるような場合だという。